# Alfred Leslie
Alfred Leslie (New York, 29 ottobre 1927 – New York, 27 gennaio 2023) è stato un pittore, scultore e regista statunitense.

## Biografia
Alfred Leslie nacque a New York. Dopo il servizio militare svolto nella Guardia Costiera degli Stati Uniti alla fine della seconda guerra mondiale, studiò alla New York University, alla Art Students League e al Pratt Institute. In seguito fece da modello d'arte per Reginald Marsh.

### Carriera da pittore, scultore e fotografo
Nel 1952 espose per la prima volta i suoi dipinti, tra cui The Bed-Sheet Painting, un quadro nero con una superficie macchiata e una barra bianca montata su tela non tesa. Sempre in quel decennio si dedicò alla scultura utilizzando materiali apparentemente insignificanti come nastro da idraulico, staffe, anelli di tenuta, chiodi e pitture per la casa. Anticipando le sculture di John Chamberlain realizzate con auto riciclate, Leslie legò insieme marmitte e terminali di scarico con una corda dopo averli rimontati. Nel 1955, un collezionista gli regalò una macchina fotografica Polaroid, che gli permise di scattare centinaia di foto segnaletiche in stile poliziesco, andate però poi quasi tutte perdute.
Invitato a partecipare alla mostra "Art in Motion" (1961) curata da Pontus Hulten, Leslie propose Jolly, un kit con tutto l'occorrente per realizzare una scultura gonfiabile. Nel 1962, dopo aver ottenuto il riconoscimento come pittore espressionista astratto di seconda generazione, Leslie cambiò bruscamente rotta. Le sue nuove opere furono infatti dipinti figurativi realistici in grisaglia.
Il 17 ottobre 1966, quasi tutti i dipinti monocromatici di Leslie furono distrutti da un incendio, che inoltre costò la vita a dodici pompieri. 
Leslie divenne noto anche per i suoi disegni a carboncino.

### Carriera da regista
Nel 1949 diresse il suo primo film, Magic Thinking, che combinava cartoni animati in bianco e nero, filmati amatoriali, filmati di formazione GI, spot pubblicitari industriali, filmati e vecchi lungometraggi.
Insieme a Robert Frank, Leslie girò il cortometraggio Pull My Daisy nel 1959, con Jack Kerouac quale voce narrante. Girò poi i film The Last Clean Shirt con il poeta Frank O'Hara (1964), The Cedar Bar (2001), Einstein's Secret (2008). Realizzò anche un film d'animazione, The New York Story (1963).

### Decesso
Leslie è morto nel 2023 per complicazioni da Covid-19. 